# Vaccinium amakhangium
Vaccinium amakhangium är en ljungväxtart som beskrevs av S.Panda och Sanjappa. Vaccinium amakhangium ingår i Blåbärssläktet, och familjen ljungväxter. Inga underarter finns listade i Catalogue of Life.